# 阿米特·埃洛尔
阿米特·埃洛尔（英語：Amit Elor，2004年1月1日—），美国女子摔跤运动员，2022年世界摔跤锦标赛女子自由式72公斤级金牌得主、2023年世界摔跤锦标赛女子自由式72公斤级金牌得主、2024年夏季奥林匹克运动会女子自由式68公斤级金牌得主。